# 室谷藤七
室谷 藤七（むろたに とうしち、前名・藤太郎、1882年〈明治15年〉10月3日 - 没年不明）は、日本の商人（材木商）、アマチュアゴルファー、実業家、兵庫県多額納税者、神戸商工会議所議員。
族籍は兵庫県平民。

## 経歴
兵庫県人・先代藤七の長男。1906年、東京高等商業学校（現一橋大学）卒業。1912年、家督を相続し前名・藤太郎を改め襲名した。竹木材商、材木問屋、製竹輸出業、クレー製造業を営む。
会社の重役であり、室谷商店社長、室谷工業会長、大平鉱山会長、太平鉱山社長、神戸果実青物市場取締役、廣野ゴルフ倶楽部、大日本塩業各監査役などをつとめた。

## 人物
アマチュアゴルファーとしても知られた。趣味は武道、ゴルフ。宗教は浄土宗。兵庫県神戸市須磨区在籍で、住所は神戸市須磨区離宮前、同区大黒町。

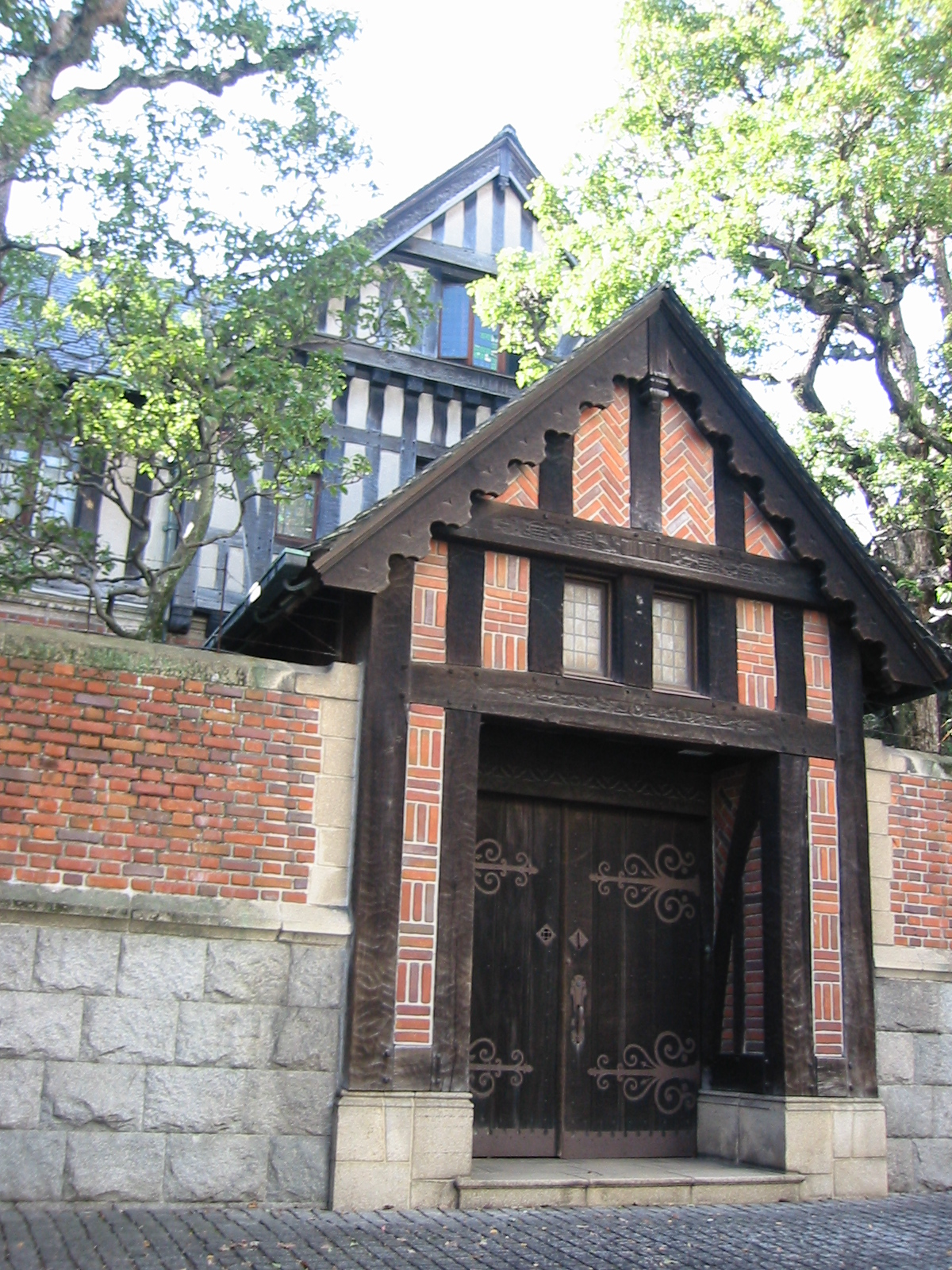
須磨区離宮前の旧室谷家住宅

## 家族・親族
室谷家
- 父・藤七（兵庫平民[5][10]、材木商、神戸市会議員[13]） - 高砂町生まれ[13]。
- 弟
  - 三郎[10]（1889年 - ?、妻としは兵庫、森本正一の妹）[8]
  - 正信（1897年 - ?、分家）[6][8]
- 妻・千恵（1888年 - ?、兵庫、森本荘三郎の長女）[1][2][8]
- 養子・喜久子（1915年 - ?、兵庫、森本雄作の妹）[2][6]